# Arquidiócesis de Alba Iulia
La arquidiócesis de Alba Iulia (en latín: Archidioecesis Albae Iuliensis, en rumano: Arhidieceza de Alba Iulia y en húngaro: Gyulafehérvári főegyházmegye) es una circunscripción eclesiástica de la Iglesia católica en Rumania. Se trata de una arquidiócesis latina, inmediatamente sujeta a la Santa Sede. Desde el 24 de diciembre de 2019 su arzobispo es Gergely Kovács.

## Territorio y organización

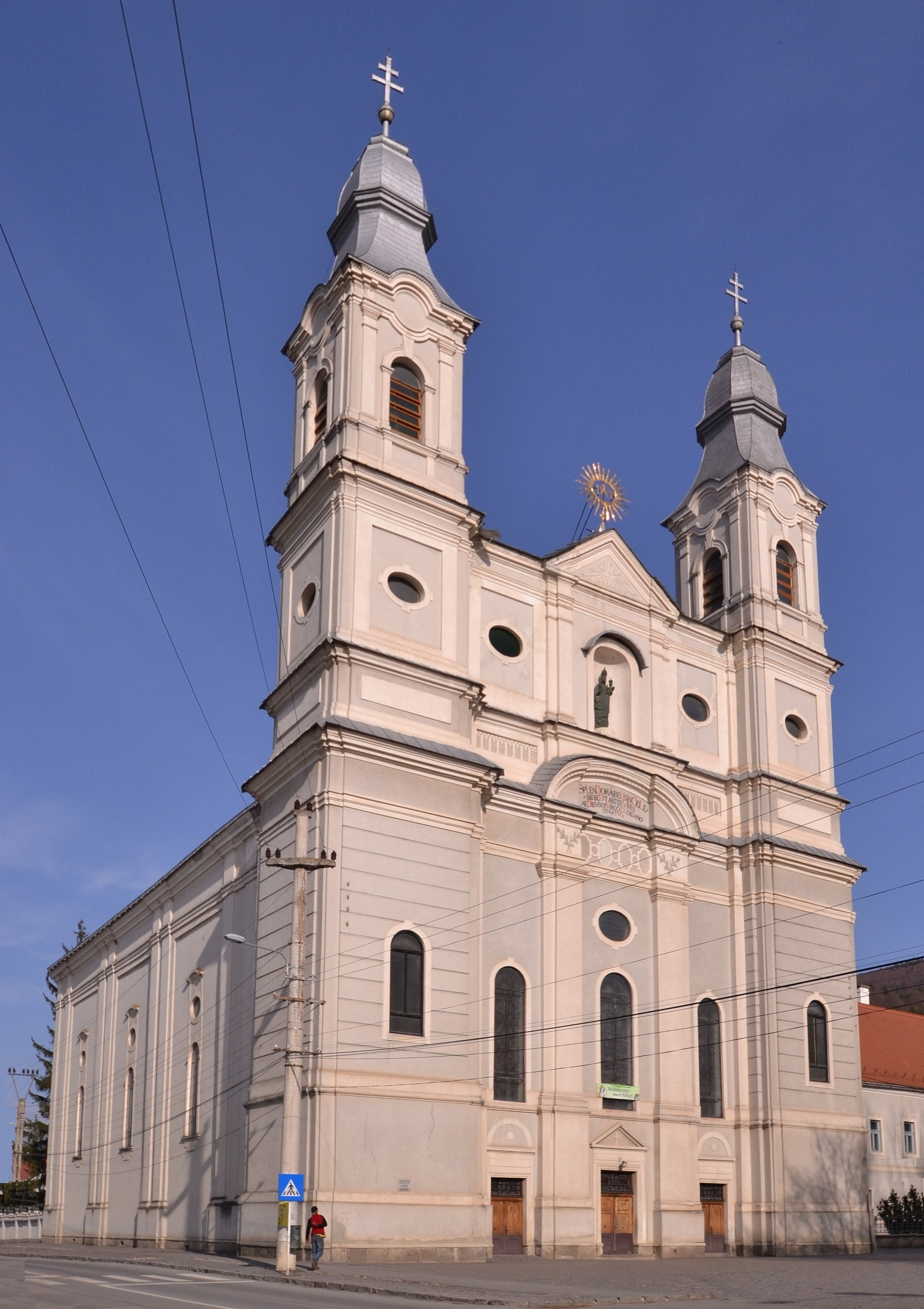
Basílica menor de Santa María, en Miercurea Ciuc

La arquidiócesis tiene 58 254 km² y extiende su jurisdicción sobre los fieles católicos de rito latino residentes en los distritos de: Alba, Bistrița-Năsăud, Brașov, Cluj, Harghita, Covasna, Hunedoara, Mureș, Sălaj y Sibiu, que se encuentran en la región histórica de Transilvania.

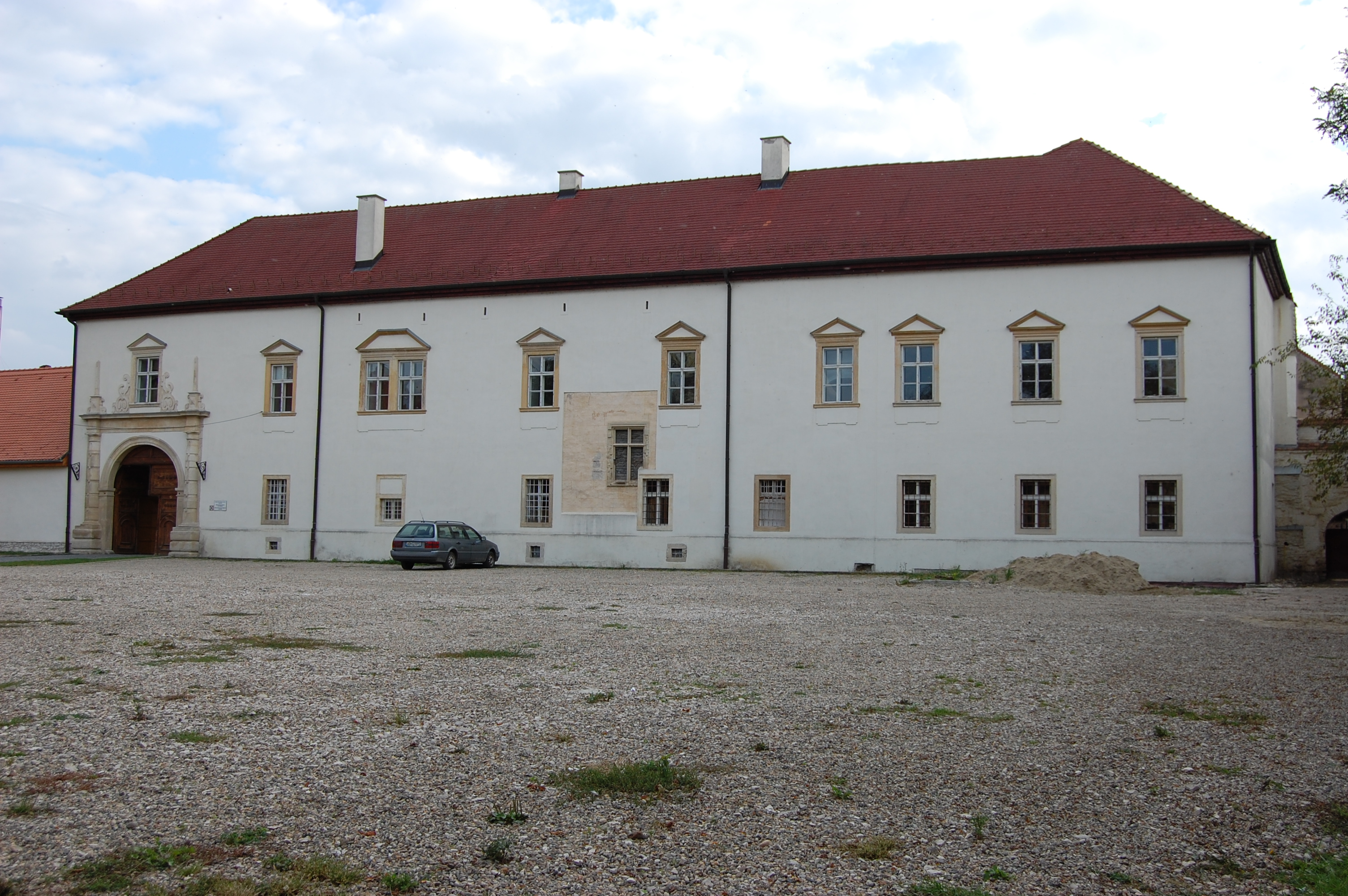
Palacio arzobispal en Alba Iulia

La sede de la arquidiócesis se encuentra en la ciudad de Alba Iulia (Gyulafehérvár en húngaro), en donde se halla la Catedral de San Miguel. En Miercurea Ciuc se encuentra la basílica de Santa María.
En 2022 en la arquidiócesis existían 255 parroquias.

## Historia
Desde 952 hasta 1953, por invitación del líder tribal húngaro Gyula de Transilvania, los húngaros de Transilvania fueron misionados por el obispo griego de Hierotheos del patriarcado de Constantinopla, con centro en Sremska Mitrovica.
Luego de que Esteban I se convirtiera en el primer rey de Hungría y recibiera el bautismo como católico circa 1000, unificó a las tribus húngaras y derrotó a Gyula, por lo que el catolicismo fue adoptado en Transilvania. La diócesis de Transilvania (también llamada diócesis de Ardeal) fue erigida en 1009 por el rey Esteban I. Su primera catedral fue erigida en el siglo XI en tiempos del rey Ladislao I de Hungría. 
Después de la derrota del Reino de Hungría en la Batalla de Mohács el 9 de agosto de 1526 y la ocupación otomana de Buda en 1541, el Principado de Transilvania fue establecido en 1543 como vasallo del Imperio otomano. Durante la Reforma protestante en Transilvania las propiedades de los monasterios y parroquias, incluida la abadía de Cluj-Napoca, fueron nacionalizados por el parlamento en 1556. Los príncipes de Transilvania, calvinistas, designaron regentes de la diócesis, que no fueron confirmados por la Santa Sede, por lo que excepto en breves períodos, el cargo episcopal estuvo vacante durante 160 años. En 1566 la catedral fue convertida en iglesia calvinista y los sacerdotes católicos fueron prohibidos en Transilvania. Los jesuitas llegaron en 1579, pero fueron expulsados en 1588, aunque muchos se quedaron en forma clandestina.
Con el advenimiento de los Habsburgo en 1690 se restauró la diócesis de Transilvania con sede en Alba Iulia. En 1716 los bienes episcopales fueron devueltos a la diócesis.
Tras el fin de la Primera Guerra Mundial, el Tratado de Trianón disolvió al Imperio austrohúngaro el 4 de junio de 1920, y la diócesis pasó a ser parte de Rumania, en donde a la Iglesia católica se le otorgó el estatus de tolerada. Entre 1919 y 1922 perdió el 85% de sus bienes territoriales.
El 5 de junio de 1930, tras el concordato entre la Santa Sede y el Gobierno rumano, mediante la bula Solemni Conventione del papa Pío XI, la diócesis fue sustraída de la jurisdicción metropolitana de los arzobispos de Kalocsa y Bács, de la que hasta entonces había dependido, y se convirtió en sufragánea de la arquidiócesis de Bucarest.
El 22 de marzo de 1932, con el decreto Cum dioecesis de la Sagrada Congregación Consistorial, tomó el nombre de diócesis de Alba Iulia.
Durante la Segunda Guerra Mundial el Segundo arbitraje de Viena firmado el 30 de agosto de 1940 adjudicó a Hungría la parte norte de la diócesis (incluyendo Oradea y Cluj-Napoca). El sermón pronunciado el 18 de mayo de 1944 por el obispo Áron Márton en la iglesia de San Miguel en Cluj, en el que se levantó contra la concentración en capos de trabajo y exterminio de los judíos de Transilvania, provocó su expulsión del territorio de la Hungría fascista. La parte húngara de la diócesis fue gobernada por un gobernador episcopal, mientras que el obispo Márton permaneció en la parte rumana. Al finalizar la Segunda Guerra Mundial en 1944 la Transilvania septentrional fue de nuevo reunida con Rumania y la diócesis se volvió a unificar. 
En 1947 el rey de Rumania abdicó y el país se transformó en una república comunista. Durante el período comunista la diócesis pasó por muchos juicios, incluida la confiscación de todos los bienes. Las instituciones educativas fueron nacionalizadas en 1948, y al año siguiente se disolvieron las órdenes monásticas y se abolieron las imprentas, editoriales y revistas de la Iglesia. El intento del Gobierno de nacionalizar la diócesis, independizándola de la Santa Sede, fue rechazado por el obispo Áron Márton, por lo que el Gobierno comunista ilegalizó a la Iglesia católica y encarceló a Márton el 21 de junio de 1949 y luego a 130 de sus sacerdotes. Márton fue liberado en 1955, pero tras intentar ponerse en contacto con su diócesis fue puesto bajo arresto domiciliario hasta 1967 cuando fue liberado tras negociaciones de la Santa Sede.
Después de la Revolución rumana de 1989 la vida religiosa se volvió más libre para los católica en Rumania.
El 5 de agosto de 1991 fue elevada al rango de arquidiócesis no metropolitana mediante la bula Quod satis del papa Juan Pablo II e inmediatamente sujeta a la Santa Sede.
La cause para la canonización del obispo Áron Márton fue abierta el 17 de noviembre de 1992 por el papa Juan Pablo II, siendo titulado como siervo de Dios.
Desde 1994 el arzobispo también es administrador apostólico del ordinariato para los fieles de rito armenio en Rumania.

## Episcopologio
- Simon † (1106-1113)
- Villarius † (1113-después de 1119)
- Felicián † (circa 1125-1127 nombrado arzobispo de Estrigonia)
- Valter † (1133-1162)
- Vilcina † (antes de 1163-después de 1174)
- Pál I † (mencionado en 1181)
- Adorján † (1181-1202 falleció)
- Péter I † (mencionado en 1203)
- Vilmos † (antes de 1206-después de 1221)
- Rainaldus † (3 de junio de 1222-1241 falleció)
- Artolfus † (1244-septiembre de 1245 nombrado obispo de Győr)
- Gallus † (mencionado en 1246)
- Smaragdus † (antes de 1255-después de 1256)
- Pál II † (antes de 1259-después de 1262)
- Péter Farkasi † (antes de 1272-después de 1279)
- János † (mencionado en 1281)
- Péter III † (1284-26 de noviembre de 1307 falleció)
- Benedek, O.P. † (24 de julio de 1309-circa 1319 falleció)
- András † (1 de julio de 1320-1356 falleció)
- Domonkos † (27 de febrero de 1357-1367 falleció)
- Demeter Vaskúti † (28 de junio de 1368-23 de enero de 1376 nombrado obispo de Zagreb)
- Gobelinus † (5 de mayo de 1376-1386)
- Imre Czudar † (28 de mayo de 1386-1389)
- Péter IV † (14 de junio de 1389-1391)
- Demeter Hont-Pázmány † (22 de diciembre de 1391-3 de abril de 1395 nombrado obispo de Veszprém)
- Maternus † (3 de abril de 1395-28 de noviembre de 1399 falleció)
- Miklós † (7 de abril de 1400-1401 falleció)
- István de Upor † (16 de agosto de 1401-1402 nombrado obispo de Sirmio)
- János Jacobi † (10 de febrero de 1402-?)
- István de Upor † (19 de enero de 1403-1419 falleció) (por segunda vez)
- György Pálóczi † (31 de julio de 1419-10 de noviembre de 1423 nombrado arzobispo de Estrigonia)
- Balázs † (4 de febrero de 1424-circa 1426 falleció)
- György Lépes † (24 de septiembre de 1427-18 de marzo de 1442 falleció)
- István † (antes de 1443-1444)
- Matthias de Labischino † (27 de febrero de 1445-8 de julio de 1449 nombrado arzobispo de Kalocsa)
- Péter Agmándi † (28 de julio de 1449-?)
- Miklós Bodo de Gyewrgy † (1453-1461 falleció)
- Mikuláš Zapolya † (26 de abril de 1462-? falleció)
- Gabriele Rangone, O.F.M. † (16 de diciembre de 1472-24 de abril de 1475 nombrado obispo de Eger)
- László Geréb † (25 de septiembre de 1476-14 de febrero de 1502 nombrado arzobispo de Kalocsa)
- Domonkos Kálmáncsehi † (14 de febrero de 1502-1503 falleció)
- Mikuláš de Bačka † (21 de junio de 1503-15 de noviembre de 1504 nombrado obispo de Csanád)
- Zsigmond Thurzó † (15 de noviembre de 1504-19 de diciembre de 1505 nombrado obispo de Gran Varadino)
  - Jean de Foix † (30 de marzo de 1506-13 de agosto de 1515 renunció) (administrador apostólico)
- Ferenc Várday † (13 de agosto de 1515-? falleció)
- Petrus de Porta † (8 de agosto de 1520-?)
- János Gosztony † (1525-noviembre de 1527 falleció)
- Giovanni Statilio † (30 de mayo de 1539-? falleció)
- Pál Bornemisza † (3 de agosto de 1554-14 de diciembre de 1579 falleció)
  - Sede vacante (1579-1600)
- Demeter Napragyj † (7 de enero de 1600-circa 1607)
  - Sede vacante (1607-1697)
- András Illyes † (14 de enero de 1697-20 de septiembre de 1712 falleció)
- György Mártonffi † (20 de agosto de 1714-5 de septiembre de 1721 falleció)	
  - Sede vacante (1721-1724)
- János Antalffi † (20 de diciembre de 1724-10 de junio de 1728 falleció)
- Gregor Sorger † (7 de septiembre de 1729-16 de septiembre de 1739 falleció)
  - Sede vacante (1739-1742)
- František Xaver Klobušický † (24 de septiembre de 1742-2 de diciembre de 1748 nombrado arzobispo de Zagreb)
- Zsigmond Antal Sztojka de Sala et Kricsfalva † (1 de diciembre de 1749-4 de julio de 1759 renunció)
- József Batthyány † (13 de julio de 1759-15 de diciembre de 1760 nombrado arzobispo de Kalocsa)
- József Antal Bajtay, Sch.P. † (6 de abril de 1761-3 de octubre de 1772 renunció)
- Piusz Manzador, B. † (15 de marzo de 1773-15 de enero de 1774 falleció)
- László Kollonitz † (24 de abril de 1775-25 de junio de 1781 nombrado obispo de Gran Varadino)
- Ignác Batthyány † (25 de junio de 1781-17 de noviembre de 1798 falleció)
- József Mártonffi † (2 de abril de 1800-3 de marzo de 1815 falleció)
- Alexander Rudnay Divékújfalusi † (8 de marzo de 1816-17 de diciembre de 1819 nombrado arzobispo de Estrigonia)
- Ignác Szepesy de Négyes † (21 de febrero de 1820-28 de enero de 1828 nombrado obispo de Pécs)
- Miklós Kovats de Csil-Tusnad † (28 de enero de 1828-15 de octubre de 1852 falleció)
- Lajos Haynald † (15 de octubre de 1852 por sucesión-12 de septiembre de 1864 renunció[nota 2])
- Mihály Fogarassy † (27 de marzo de 1865-23 de mayo de 1882 falleció)
- Ferenc Lönhart † (3 de julio de 1882-8 de junio de 1897 falleció)
- Gusztáv Károly Majláth † (1 de julio de 1897 por sucesión-18 de mayo de 1938 renunció[nota 3])
- Adolfo Vorbuchner † (18 de mayo de 1938 por sucesión-10 de septiembre de 1938 falleció)
- Áron Márton † (24 de diciembre de 1938-2 de abril de 1980 retirado)
- Antal Jakab † (2 de abril de 1980 por sucesión-14 de marzo de 1990 retirado)
- Lajos Bálint † (14 de marzo de 1990-29 de noviembre de 1993 renunció)
- György-Miklós Jakubínyi (8 de abril de 1994-24 de diciembre de 2019 renunció)
- Gergely Kovács, desde el 24 de diciembre de 2019

## Estadísticas
Según el Anuario Pontificio 2023 la arquidiócesis tenía a fines de 2022 un total de 347 986 fieles bautizados.
| Año                                                                             | Población            | Población | Población      | Sacerdotes | Sacerdotes    | Sacerdotes    | Bautizados por sacerdote | Diáconos permanentes | Religiosos | Religiosos | Parroquias |
| Año                                                                             | Bautizados católicos | Total     | % de católicos | Total      | Clero secular | Clero regular | Bautizados por sacerdote | Diáconos permanentes | Varones    | Mujeres    | Parroquias |
| ------------------------------------------------------------------------------- | -------------------- | --------- | -------------- | ---------- | ------------- | ------------- | ------------------------ | -------------------- | ---------- | ---------- | ---------- |
| 1949                                                                            | 392 000              | 3 200 000 | 12.3           | 407        | 320           | 87            | 963                      |                      | 142        | 456        | 266        |
| 1969                                                                            | 298 000              | 2 800 000 | 10.6           | 356        | 320           | 36            | 837                      |                      | 60         |            | 225        |
| 1970                                                                            | 455 000              | 3 803 616 | 12.0           | 318        | 260           | 58            | 1430                     |                      | 76         | 19         | 253        |
| 1990                                                                            | 542 164              | 3 934 278 | 13.8           | 364        | 341           | 23            | 1489                     |                      | 34         | 106        | 289        |
| 2000                                                                            | 491 763              | 4 307 395 | 11.4           | 313        | 280           | 33            | 1571                     |                      | 42         | 98         | 257        |
| 2001                                                                            | 491 763              | 4 307 395 | 11.4           | 319        | 286           | 33            | 1541                     |                      | 46         | 106        | 208        |
| 2002                                                                            | 491 763              | 4 307 395 | 11.4           | 310        | 282           | 28            | 1586                     |                      | 42         | 111        | 257        |
| 2003                                                                            | 441 449              | 4 024 454 | 11.0           | 314        | 284           | 30            | 1405                     |                      | 43         | 103        | 257        |
| 2004                                                                            | 441 449              | 4 024 454 | 11.0           | 325        | 296           | 29            | 1358                     |                      | 42         | 106        | 277        |
| 2006                                                                            | 441 449              | 4 024 454 | 11.0           | 332        | 302           | 30            | 1329                     |                      | 47         | 99         | 277        |
| 2012                                                                            | 440 700              | 4 017 600 | 11.0           | 344        | 307           | 37            | 1281                     |                      | 65         | 84         | 256        |
| 2015                                                                            | 397 778              | 4 017 256 | 9.9            | 341        | 303           | 38            | 1166                     |                      | 59         | 70         | 253        |
| 2018                                                                            | 355 500              | 3 590 500 | 9.9            | 332        | 299           | 33            | 1070                     |                      | 51         | 81         | 253        |
| 2020                                                                            | 352 160              | 3 556 790 | 9.9            | 330        | 300           | 30            | 1067                     |                      | 44         | 65         | 254        |
| 2022                                                                            | 347 986              | 3 514 425 | 9.9            | 329        | 297           | 32            | 1057                     |                      | 44         | 61         | 255        |
| Fuente: Catholic-Hierarchy, que a su vez toma los datos del Anuario Pontificio. |                      |           |                |            |               |               |                          |                      |            |            |            |

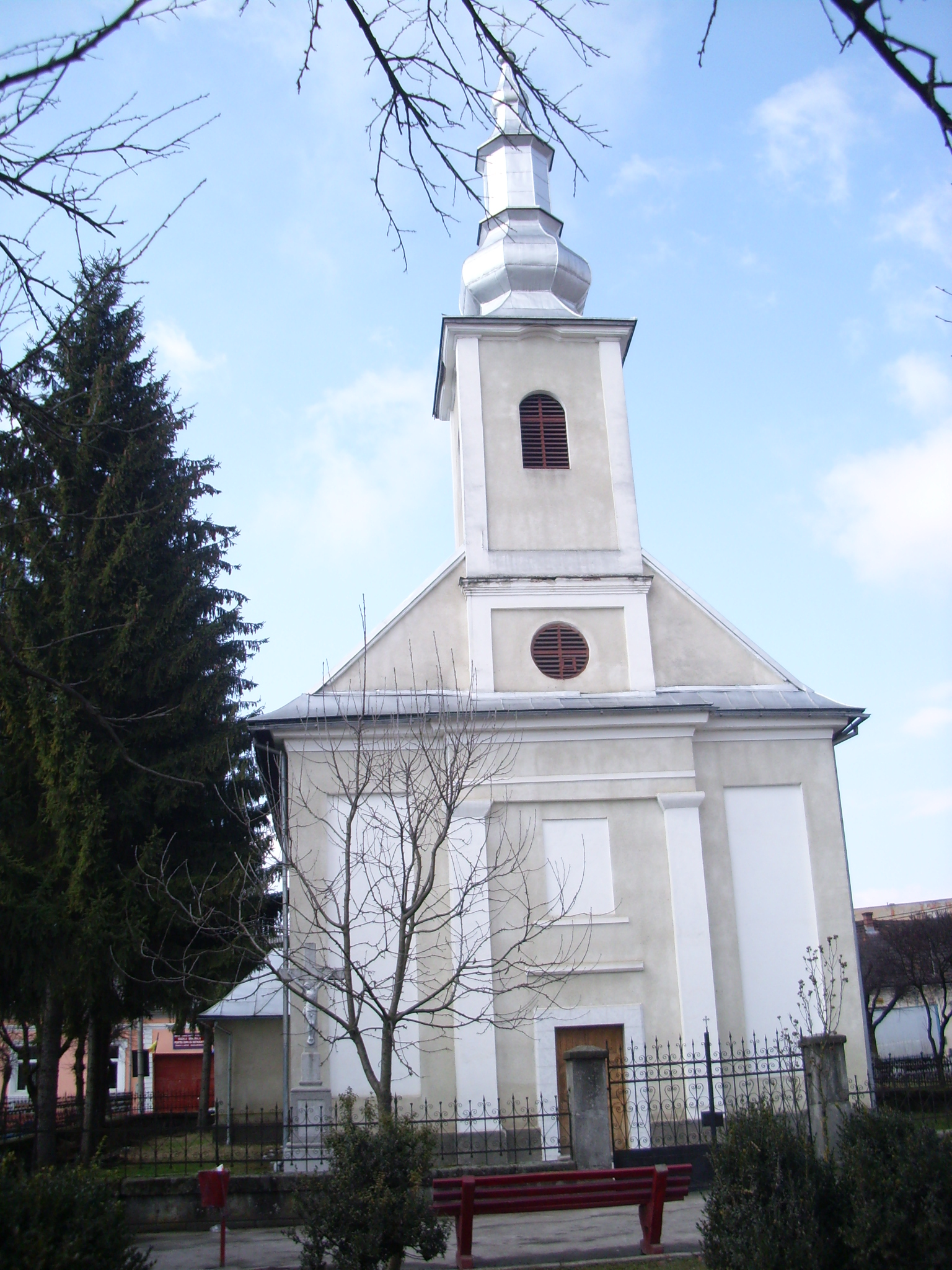
Iglesia de Exaltación de la Cruz, Târgu Lăpuş
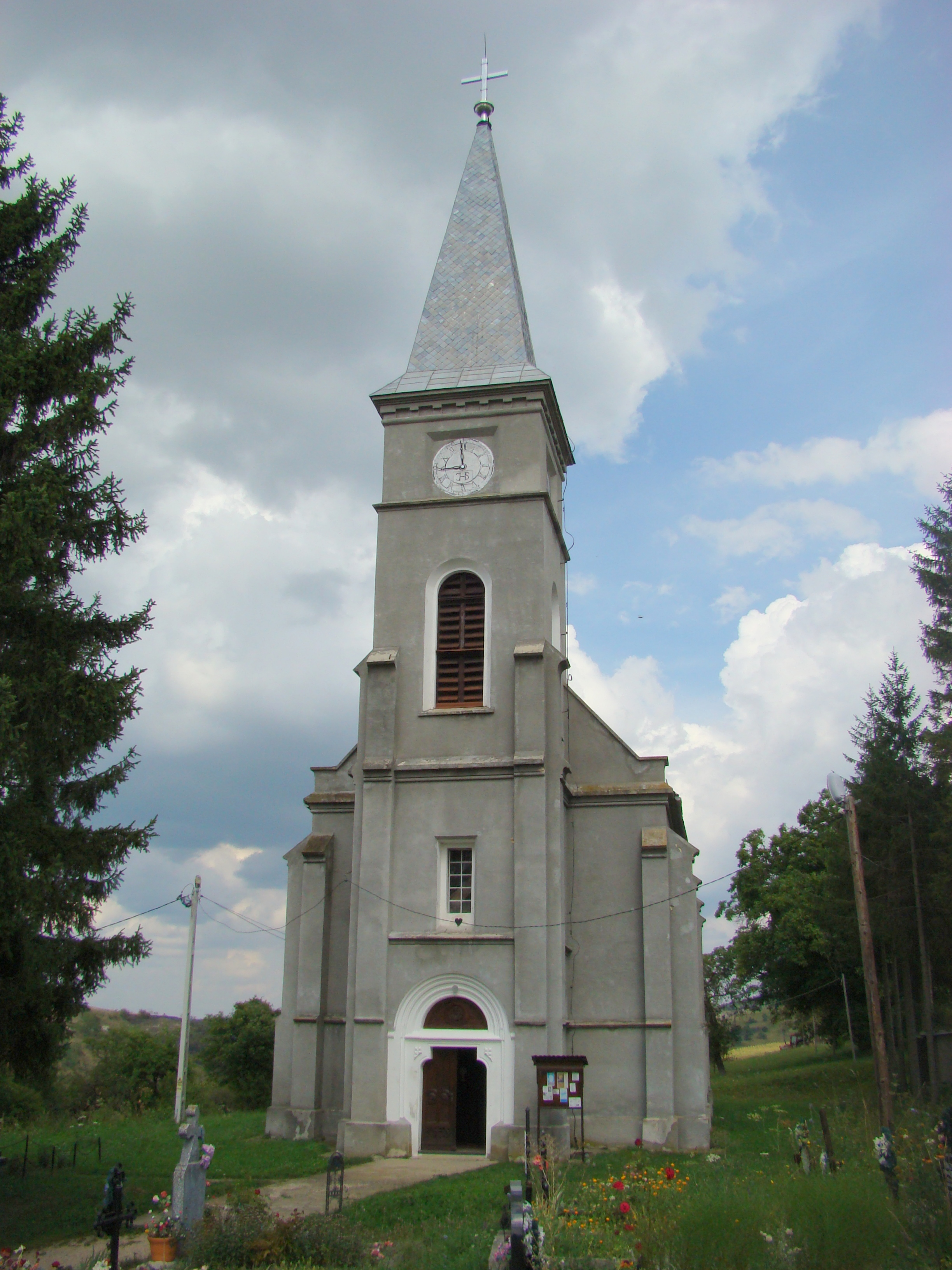
Iglesia católica en Leghia
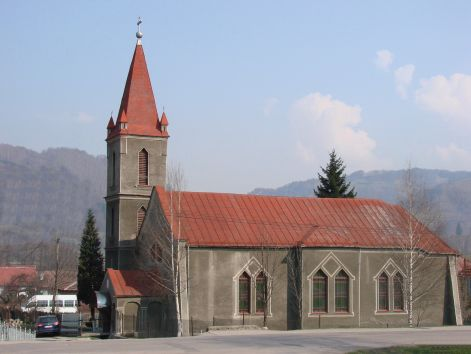
Iglesia del Sagrado Corazón, Lónyaytelep
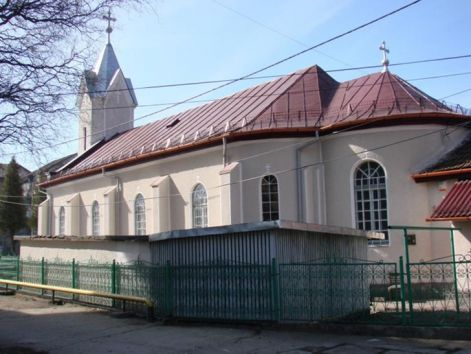
Iglesia de Santa Bárbara, Petrilla